# Iasg
Iasg is een compositie van Sally Beamish.
Iasg is Gaelic voor "vis'. Het werk beschrijft de trektocht van de zalm. Eerst geboorte, snel stroomafwaarts, rustige zee en tot slot tegen de stroom in naar zijn/haar geboorteplaats. Iasg werd geschreven op verzoek van collega-componist Bill Connor. Robert Irvine (Beamish' echtgenoot) en Graham McNaught speelden het tijdens een concert in de Stevenson Hall in Glasgow op 13 juni 1993.